# Kristýna (jezero)
Kristýna je jezero na severu České republiky, v Libereckém kraji, asi 1,5 km severozápadně od Hrádku nad Nisou a 1 km od trojstyku hranic České republiky, Německa a Polska. Jedná se o zatopený lignitový důl o rozloze cca 14 ha, největší hloubka je asi 28 m.

## Břehy a dno
Vodní plocha má vejčitý tvar. Břehy jsou porostlé trávou, na jižním a severním břehu lesy a nachází se zde i písčitá pláž. Podél západního břehu protéká Lužická Nisa. Dno klesá postupně.

## Využití
Využívá se k rekreaci. Kromě koupání je možné se věnovat také windsurfingu a plachtění. Nachází se zde autokemp a je možné se ubytovat v chatkách.

## Historie
Nekvalitní lignit (málo kvalitní sirnaté uhlí) bylo na okraji Hrádku nad Nisou těženo hlubinným způsobem od konce 18. století, kdy průzkum inicioval a později provozoval několik šachet hrabě Kristián Kryštof Clam-Gallas po vzoru už delší dobu probíhající těžby v blízké Žitavské pánvi.
Vzniklo několik šachet (Christian, Barbara, Franz a Eduard), pak ještě Lamprecht, Marie, Pauli, Wilibald a Wenzel. Kristiánské šachty (německy Christian Schächte), odkud pochází i současný název Kristýna, byly nejperspektivnější a poskytovaly nejkvalitnější uhlí, kterým zásobovaly také Liebigovu továrnu v Liberci na Jablonecké ulici, kde byly v letech 1835–1838 instalovány parní stroje. Uzavřeny byly v roce 1896. Po druhé světové válce byl proveden geologický průzkum, podle kterého byl v roce 1952 na místě dnešního jezera otevřen povrchový důl. Velká povodeň v roce 1958 zaplavila lomu tak, že musela být voda odčerpávána téměř tři měsíce. Povrchová těžba byla skončena mezi lety 1968 a 1969, a pumpy odčerpávající velké množství prosakující podpovrchové vody byly definitivně vypnuty dne 30. 4. 1972. Důl byl postupně zatápěn a po třech letech se naplnilo antropogenní jezero.
Koncem 70. let vznikl na severním straně rekreační areál. Při bleskových povodních 7. a 8. srpna 2010 byla Kristýna postižena průnikem vody ze sousedící řeky Nisy, která poničila pláže i nádrž naplaveným bahnem (viz povodeň na Lužické Nise 2010). Po 10 dnech rozbory vody umožnily opětovné otevření pro koupání.